# Уфимская синагога

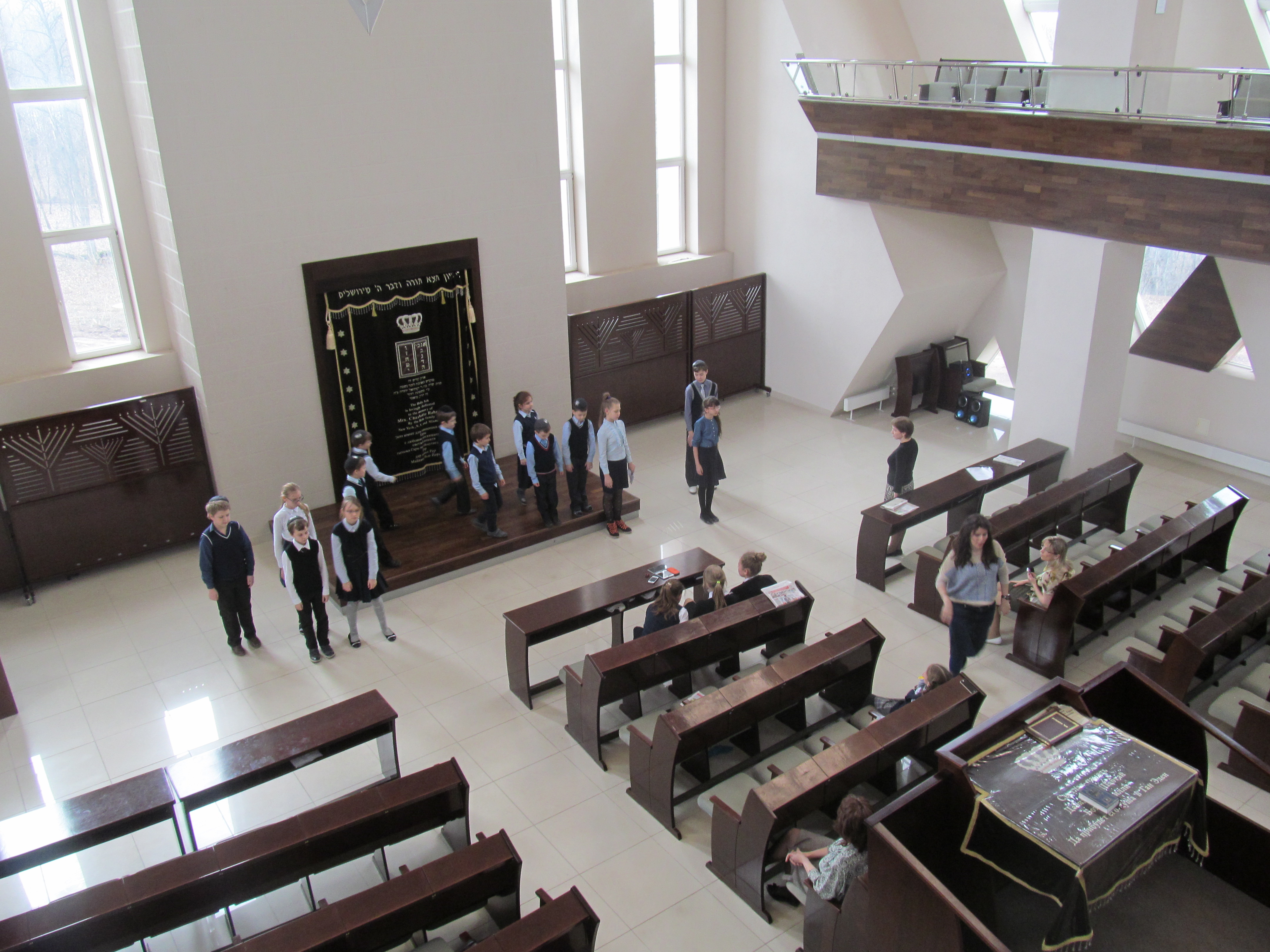
Молитвенный зал высотой 12 метров уфимской синагоги.

Уфимская синагога — молельный дом иудеев Башкортостана. В здании, в парковой зоне по ул. Блюхера 1/1 расположена также Еврейская средняя школа «Ор Авнер» (юр. статус негосударственное образовательное учреждение), Еврейское Агентство АНО СОХНУТ, бассейн со спортивным центром; многоэтажный жилой дом,
Имея площадь 6029 м² (без соседнего многоэтажного дома), молитвенный зал высотой 12 метров уфимской синагоги считается одним из самых больших в России — на 1000 прихожан. Композиция передней части здания в сочетании со стеклянной пирамидой, расположенной на крыше, образует на фасаде «звезду Давида».

## История
Строительство синагоги в Уфе началось после Выборов президента Республики Башкортостан 2003 года, по инициативе федеральных властей с формальным обоснованием, показать что в регионе не было антисемитизма и каких бы то ни было проявлений национализма. Строительство синагоги наряду с передачей активов федеральным структурам, явилось одним из условий московских элит. Основными посетителями синагоги станут еврейские семьи, которые получили работу в Уфе:

В прошлом году из Уфы уехало 18 еврейских семей, а приехало в два раза больше — 50. — Это говорит о том, что здесь нашей общине живется лучше, чем в других городах, — объясняет Кричевский. — И поверьте, евреи умеют работать, что только на пользу городской казне. Я уверен, что открытие новой синагоги — на благо республики, ведь приезжие бизнесмены, осевшие в нашей общине, будут вносить свой вклад в благополучие региона.

Крупнейший по площади еврейский комплекс в России. По словам главного раввина России Берла Лазара, «Нигде в России еврейская община ещё не получала такого здания». На фасаде здания выбито имя Евгения Швидлера, уроженца Уфы, который пожертвовал 260 млн рублей на строительство комплекса.